# Simon Zelotes

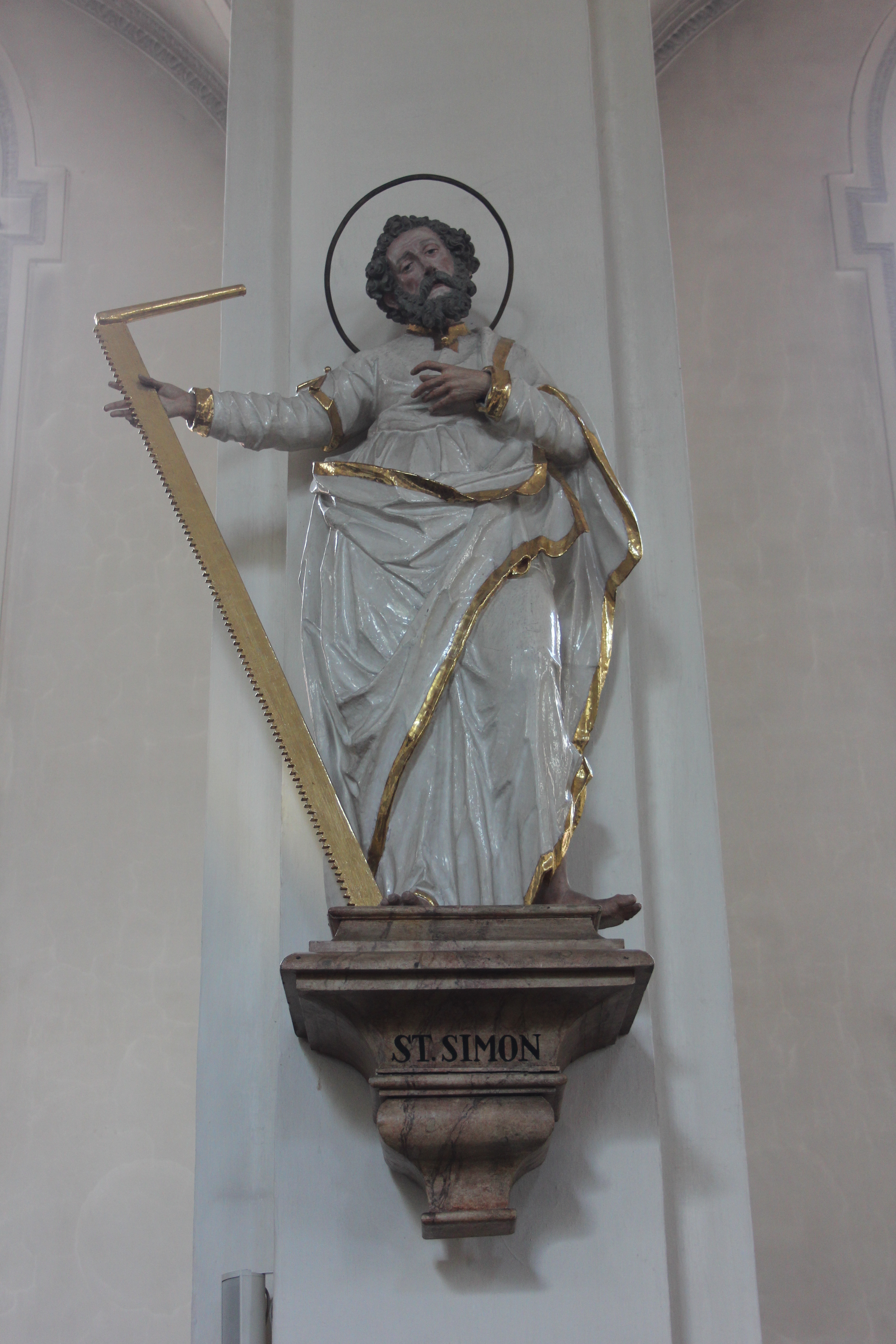
Simon mit der Säge in der Kirche St. Jakob in Dachau

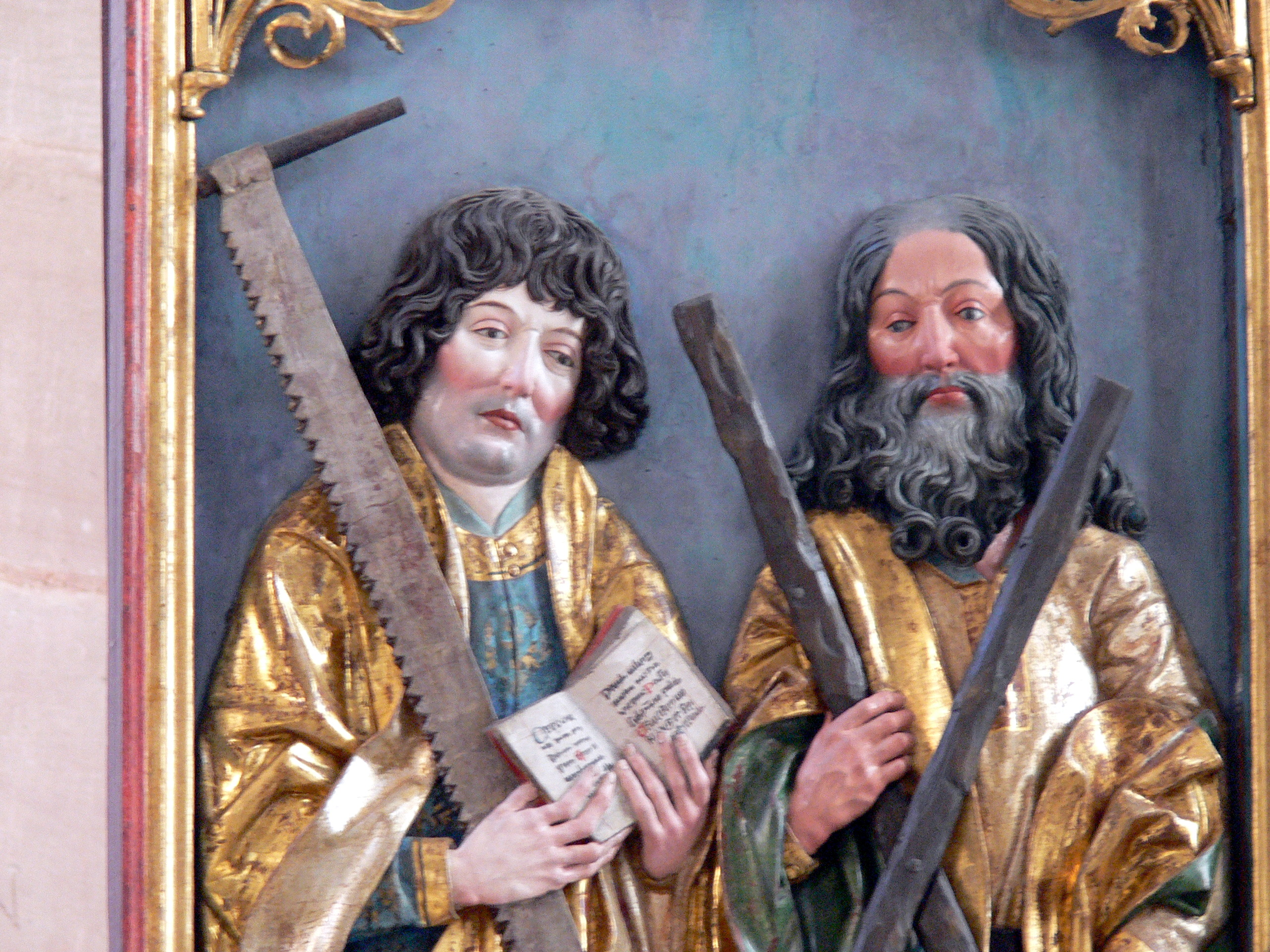
Simon (mit Säge) und Andreas am Hochaltar des Münsters in Heilsbronn (1504)

Simon Zelotes (griechisch Σίμων ὁ Ζηλωτής, Símōn ho Zēlōtēs, † im 1. Jahrhundert vermutlich in Babylon, heute Han-al-Mahawil im Irak) war ein Apostel Jesu Christi. Die ältere kirchliche Tradition sieht ihn als Vetter Jesu an, wie auch Judas Thaddäus.

## Leben
Simon Zelotes war einer der zwölf Apostel Jesu (Mt 10,4; Mk 3,18; Lk 6,15; Apg 1,13). Seinen Beinamen Zelotes, im Aramäischen „Kananäu“, im Deutschen „der Eiferer“, erhielt er wohl aufgrund seiner ursprünglichen Zugehörigkeit zur radikalen Zelotenpartei, die sich zum Ziel gesetzt hatte, die römischen Besatzer gewaltsam zu vertreiben. Im Neuen Testament erscheint dieser Name in den Apostellisten; sonstige Details fehlen. In älteren Bibelübersetzungen wurde der Name falsch als „Simon der Kanaaniter“ wiedergegeben.

## Simon Zelotes und der Herrenbruder Simon

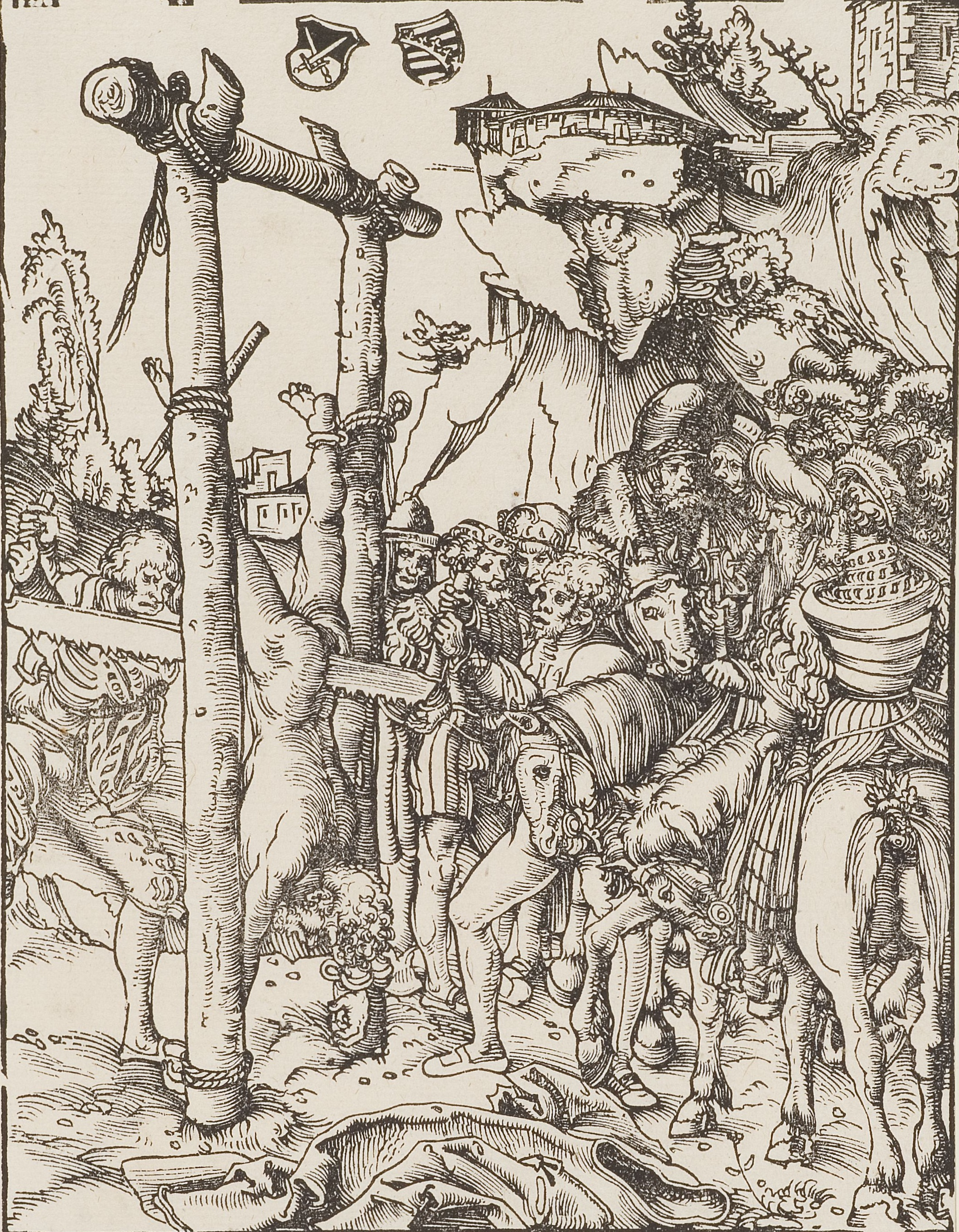
Holzschnitt von Lucas Cranach d. Ä. (um 1512)

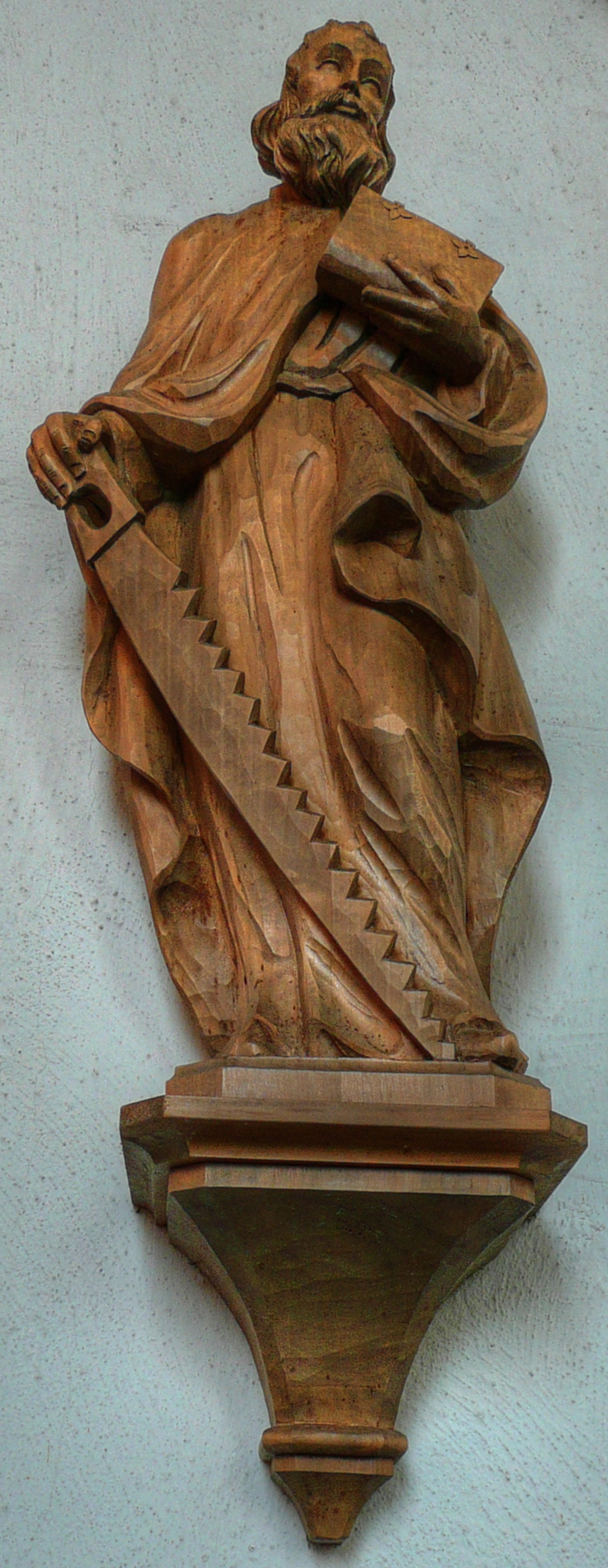
Holzplastik des heiligen Simon Zelotes in Distelrath

Nach einer, später in der lateinischen Kirche vorherrschenden Tradition wurde Simon Zelotes mit dem gleichnamigen Bruder Jesu identifiziert, die wiederum als Vettern Jesu angesehen wurden. Seine Mutter, Maria Kleophae, sei eine der heiligen Frauen unter dessen Kreuz gewesen und sein Vater Kleopas ein Bruder des heiligen Josefs. Ein „Simon, Sohn des Kleopas“ wird als zweiter Leiter der Jerusalemer Urgemeinde genannt. Ebenso wurde der „Herrenbruder“ Jakobus mit dem Apostel Jakobus dem Jüngeren und der „Herrenbruder“ Judas mit dem Apostel Judas Thaddäus identifiziert. Andere Traditionen sowie die historisch-kritischen Exegese unterscheiden dagegen klar zwischen dem Apostel und anderen Trägern dieses Namens.

## Überlieferungen
Nach der Kreuzigung Christi verkündete Simon das Evangelium in Babylonien und Persien, wo er auch zusammen mit Judas Thaddäus den Märtyrertod erlitten haben soll. Dabei soll er zersägt worden sein. In der christlichen Kunst wird er daher meist mit dem Attribut der Säge dargestellt.
Nach anderer Überlieferung wirkte er als Bischof der Urgemeinde. Nach der Belagerung und Zerstörung der Stadt durch Titus kehrte er mit seiner Gemeinde wieder in die Ruinenstätte zurück. Im Jahr 107 soll er schließlich im 120. Lebensjahr während einer Christenverfolgung Kaiser Trajans gekreuzigt worden sein.

## Patronate
Als Kirchenpatron u. ä. erscheint er selten allein (Simonskirche), sondern meist zusammen mit Judas Thaddäus als „Heilige Simon und Judas“ (wie im ehemaligen Kaiserdom in Goslar und auf den sogenannten Goslarer Bauerngroschen). Der Heilige ist Patron der Färber, Gerber, Holzfäller und Lederarbeiter. Ihm zugeschriebene Reliquien werden vor allem in Rom, Köln, Bad Hersfeld und in der Abtei Sayn aufbewahrt. Er zählt zu den Kanon-Heiligen der katholischen Liturgie.

## Attribute
Zu den Attributen des Heiligen zählen die Säge, das Beil und die Keule.

## Gedenktage
Der katholische, evangelische und anglikanische Gedenktag von Simon dem Apostel ist der 28. Oktober, zusammen mit Judas Thaddäus. Der orthodoxe Gedenktag ist der 10. Mai. Der katholische Gedenktag von Simeon dem Bischof von Jerusalem ist der 18. Februar. Nach neueren Erkenntnissen könnten Apostel und Bischof dieselbe Person gewesen sein, die Bewertung der Argumentation ist jedoch konfessionsabhängig (siehe oben).

## Bauernregel
Die dem Namenstag entsprechende Bauernregel lautet: „Wer Weizen sät am Simonstage (28. Oktober), dem trägt er goldene Ähren ohne Frage“.